# الشط الطويل (المضاربة والعارة)

تعديل مصدري - تعديل

الشط الطويل هي إحدى قرى عزلة المضاربة بمديرية المضاربة والعارة التابعة لمحافظة لحج، بلغ تعداد سكانها 148 نسمة حسب تعداد اليمن لعام 2004.